# 144
| [ Edytuj tabelę ] |                                            |
| Cesarz Chin       | - 125 Han Shundi 144 - 144 Han Chongdi 145 |
| Władca Korei      | - 53 T’aejodae 146                         |
| Papież            | - 140 Pius I 155                           |
| Król Partów       | - 105 Wologazes III 147                    |
| Cesarz Rzymu      | - 138 Antoninus Pius 161                   |

Rok 144 / CXLIV
stulecia: I wiek ~
II wiek ~
III wiek

lata: 134 «
139 «
140 «
141 «
142 «
143 «
144
» 145
» 146
» 147
» 148
» 149
» 154

## Wydarzenia
- Teolog Marcjon został ekskomunikowany.